# Kuschelinus
Kuschelinus is een geslacht van kevers uit de familie van de loopkevers (Carabidae). De wetenschappelijke naam van het geslacht is voor het eerst geldig gepubliceerd in 1963 door Straneo.

## Soorten
Het geslacht Kuschelinus is monotypisch en omvat slechts de volgende soort:
- Kuschelinus insularis Straneo, 1963